# Prionospio komaeti
Prionospio komaeti är en ringmaskart som beskrevs av Hylleberg och Nateewathana 1991. Prionospio komaeti ingår i släktet Prionospio och familjen Spionidae. Inga underarter finns listade i Catalogue of Life.